# Néronde-sur-Dore
Néronde-sur-Dore település Franciaországban, Puy-de-Dôme megyében. Lakosainak száma 485 fő (2022. január 1.). Néronde-sur-Dore Bort-l’Étang, Courpière, Escoutoux, Peschadoires és Sermentizon községekkel határos.

## Népesség
A település népességének változása:
| Lakosok száma | 448  | 486  | 513  | 514  | 520  | 523  | 510  | 498  | 485  |
|               | 2013 | 2015 | 2016 | 2017 | 2018 | 2019 | 2020 | 2021 | 2022 |